# 程明 (少将)
程明（1918年9月3日—2014年3月26日），安徽省金寨县古碑镇人。中国人民解放军开国少将。

## 生平
1930年入团，任团支部组织委员兼儿童团中队长。1931年任英山县少共县委宣传部长，不久调任县保卫局科长。1932年参加中国工农红军，任皖西北道委保卫营通讯员。1932年7月编入红二十七师第八十一团传令兵、师政治部宣传队队长。1932年11月29日重建红二十五军，任政治部宣传队队长。1935年2月转党。1936年2月任红十五军团第75师第224团俱乐部主任。1936年4月任第75师政治部宣传科长。
抗日战争时期，任中国人民抗日军政大学指导员，军委总卫生部政治部组织科科长，新四军第四支队政治部组织科科长，第四支队第十四团政治处主任，江北游击纵队第一团政治处主任，江北指挥部第四支队新十四团政治处主任，新四军军部直属特务团政治处主任。淮南军区卫生部政治处主任。津浦铁路南段工委书记兼新四军第二师铁路便衣大队政委。淮南路东分区甘泉县县委书记兼甘泉支队政委。
第二次国共内战期间，担任甘泉支队政治委员、淮南军区政治部组织部部长、华中野战军第六纵队政治部组织部部长、华野留守处副政治委员、豫西第二军分区副政治委员。以河南军区第72团、襄城独立团、郏县独立团组建河南军区警备第2旅，任政委。
1950年1月，由河南军区警备第二旅直属机关和四野暨中南军区特种兵司令部（万毅司令员、邱创成政委）高炮指挥所机关合并组建成中国人民解放军高射炮第一师师部驻武昌三烈士街。警二旅旅长蔡爱卿任师长、警二旅政治委员程明任师政委、高炮指挥所副主任刘奠西任副师长兼参谋长、警二旅副旅长刘自双任第二副师长、警二旅副政治委员李大清任副政治委员兼政治部主任、警二旅政治部副主任罗丰任政治部副主任、张培仁任后勤部长。辖高射炮指挥所所属高射炮第一、第二、第三团。1951年3月15日，中南军区遵照军委命令将高射炮第一师抽调一部分在武昌组成中南军区司令部防空处，其余由武汉移至广州组建为华南军区防空司令部任副政治委员。后任中南军区司令部防空部队副政委、沈阳军区防空军副政委，兰州军区空军副政委、军政治委员，沈阳军区空军副政委。沈阳军区空军顾问。正兵团职离休。。1955年被授予大校军衔，1961年晋升为少将军衔。 
荣获二级八一勋章、二级独立自由勋章、二级解放勋章、一级红星功勋荣誉章。